# Sakaigawa Namiemon
Sakaigawa Namiemon (境川 浪右衛門; 28 de mayo de 1841 – 16 de septiembre de 1887) fue un luchador de sumo profesional japonés proveniente del Distrito de Katsushika, Provincia de Shimōsa. Es el décimo cuarto (14°) yokozuna en la historia del sumo. Fue apodado el "Tanikaze de la era Meiji", y además fue el único yokozuna reconocido oficialmente tras la caída del Shogunato Tokugawa.

## Primeros años y carrera
Sakaigawa nació como Udagawa Masakichi (宇田川 政吉) el 28 de mayo de 1841. A la edad de 13 años, se fue a trabajar para un distribuidor de sake en el área de Shinkawa de la ciudad de Edo (actualmente Chūō, Tokio). Se dice que fue motivado a incorporarse al sumo cuando el dueño del lugar donde trabaja, el cual vio el potencial de Masakichi al cargar barriles con facilidad, le comentó la idea de convertirse en luchador. Masakichi entonces tomó la decisión de unirse al Establo Sakaigawa donde fue entrenado por el ex ōzeki epónimo (el cual había mantenido el rango desde 1857 hasta 1861), empezando su carrera oficialmente en noviembre de 1857. En abril de 1867 logró alcanzar la división makuuchi. Inicialmente, Masakichi adoptó el shikona o nombre de ring, Konishikawa (小西川), cambiándolo luego por Shihoyama (四方山) y después por Masuizan (増位山). Ambos shikona estuvieron inspirados por el nombre de su antiguo jefe de trabajo, y por el nombre de una famosa destilería de sake. La destilería Shihoyama también le compró un set de keshō-mawashi nuevo.
A pesar de su baja estatura, Sakaigawa poseía una barriga prominente y un cuerpo fuerte, lo cual le permitió subir poco a poco dentro de la clasificación. Durante su tiempo dentro de la división makuuchi, no derrotaba a sus oponente inmediatamente, sino que les permitía luchar lo suficiente antes de ganar el combate. Su actitud dentro del ring impresionaba a sus oponentes incluso cuando era derrotado. Sakaigawa obtuvo el equivalente a su primer campeonato en junio de 1868 cuando aun estaba clasificado como maegashira, emergiendo con un rendimiento invicto de ocho victorias (aunque esto fue antes de la adopción del sistema de campeonatos en 1909). Sakaigawa fue promovido al rango de ōzeki en abril de 1870 tras haber ganado dos torneos consecutivos ostentando el rango de sekiwake. Tras su promoción, cambió su nombre de ring a Sakaigawa Namiemon (境川 浪右衛門) y se convirtió en el maestro de su establo mientras aún era un luchador activo.

## Yokozuna
En 1877, el Emperador Meiji organizó un torneo en la residencia del Clan Shimazu en Azabu, Tokio. En febrero del mismo año, este fue invitado a un torneo de sumo organizado por la familia Gojō[ja] en Osaka.
Sakaigawa inicialmente recibió una licencia de yokozuna de parte de la familia Gojō en Osaka, pero luego fue admitido oficialmente como yokozuna por la familia Yoshida de Tokio en febrero de 1877. No obstante, cuando la Guerra Boshin estalló, todos los torneos de sumo fueron forzosamente cancelados. El líder de la familia Yoshida (el vigésimo tercer (23°) Yoshida Oikaze) se rindió tras combatir contra las fuerzas de Saigō Takamori, por lo que la familia Yoshida no pudo entregarle la licencia de yokozuna a Sakaigawa. La autoridad de la familia Yoshida declinó tras estos eventos, y desde la caída del Shogunato Tokugawa, la familia Gojō de Osaka había estado prosperando, produciendo una incompresible cantidad de yokozuna. Sakaigawa fue promovido durante este tiempo turbulento de la historia japonesa, y fue el único yokozuna en ser reconocido oficialmente tras el fin de este período de "muchísimos yokozuna", conocido como la "Era del abuso de los yokozuna" (横綱濫造時代). Su registro desde que obtuvo la licencia de yokozuna fue de 20 victorias, 8 derrotas, 20 empates, 3 retenciones, y 30 ausencias. En la división makuuchi, obtuvo un total de 118 victorias y 23 derrotas, manteniendo un porcentaje del 83,7%. Sin embargo, este también registro 71 empates debido a que a menudo le permitía a su oponente atacar primero.

## Retiro y fallecimiento
Sakaigawa se retiró en enero de 1881 y se convirtió en maestro a tiempo completo dentro del Establo Sakaigawa. En 1870, contrajo nupcias con la hija de su maestro lo cual le permitió heredar el nombre Sakaigawa y el establo. Tras haber desarrollado problemas de alcoholismo, Sakaigawa falleció el 16 de septiembre de 1887.

## Historial
- Las fechas en las cuales se realizaban los torneos en esta época a menudo variaban. El torneo de primavera de 1878 en realidad fue llevado a cabo en diciembre del año anterior.

| Año | Primavera                              | Invierno                          |
| --- | -------------------------------------- | --------------------------------- |
| 1867 | Maegashira Oeste #6 4–1–1 4E           | Maegashira Oeste #4 4–1–1 4E      |
| 1868 | Maegashira Este #2 8–0–1 1E No oficial | Komusubi Este 4–2–1 3E            |
| 1869 | Sekiwake Este 8–0–1 1E No oficial      | Sekiwake Este 7–0–1 2E No oficial |
| 1870 | Ōzeki Este 6–0–2 2E No oficial         | Ōzeki Este 6–1–1 2E               |
| 1871 | Ōzeki Este 5–0–2                       | Ōzeki Este 6–0–2 1E 1R No oficial |
| 1872 | Ōzeki Este 4–1–1 4E                    | Ōzeki Este 3–1–1 5E               |
| 1873 | Ōzeki Este 6–0–1 3E                    | Ōzeki Este 3–2–2 3E               |
| 1874 | Ōzeki Este 4–1–1 3E 1R                 | Ōzeki Este 6–1–1 2E               |
| Resultados mostrados como victoria–derrota–ausencia Campeón en primera división Retirado Divisiones bajas Leyenda: E: Empate (引分); R: Retención (預り); SR: Sin resultado Divisiones: Makuuchi — Jūryō — Makushita — Sandanme — Jonidan — Jonokuchi Rangos del Makuuchi: Yokozuna — Ōzeki — Sekiwake — Komusubi — Maegashira |                                        |                                   |

| Año | Primavera                  | Verano                 |
| --- | -------------------------- | ---------------------- |
| 1875 | Ōzeki Este 4–1–2 3E        | No realizado           |
| 1876 | Ōzeki Este 6–1–1 2E        | Ōzeki Este 4–2–1 3E    |
| 1877 | Ōzeki Este 4–0–6           | Ōzeki Este 4–2–1 3E    |
| 1878 | Ōzeki Este 4–1–2 2E 1R     | Ōzeki Este 3–1–2 3E 1R |
| 1879 | Ōzeki Este 1–1–3 5E        | Ōzeki Este 2–2–1 4E 1R |
| 1880 | No participó               | Ōzeki Este 2–1–4 3E    |
| 1881 | Ōzeki Este 0–0–10 Retirado | x                      |
| Resultados mostrados como victoria–derrota–ausencia Campeón en primera división Retirado Divisiones bajas Leyenda: E: Empate (引分); R: Retención (預り); SR: Sin resultado Divisiones: Makuuchi — Jūryō — Makushita — Sandanme — Jonidan — Jonokuchi Rangos del Makuuchi: Yokozuna — Ōzeki — Sekiwake — Komusubi — Maegashira |                            |                        |

*Antes del torneo de verano de 1909, los campeonatos no se entregaban a los luchadores con el mejor registro, por ende, los campeonatos listados arriba son considerados como "no oficiales" en la actualidad. Para mas información ver yūshō.